# Hippy

1970: una ragazza hippy fotografata a Roma in piazza di Spagna

La cultura hippy o hippie, anche nota con il termine figli dei fiori, è un movimento di controcultura giovanile che ha avuto inizio negli Stati Uniti d'America nel corso degli anni Sessanta del XX secolo, presto diffuso in Europa e in altri paesi del mondo. Queste persone avevano ereditato i valori sottoculturali della Beat Generation, creando una controcultura con proprie comunità che ascoltavano rock psichedelico, abbracciavano la rivoluzione sessuale e l'uso di alcuni specifici stupefacenti, come gli psichedelici e la cannabis, al fine di esplorare e allargare lo stato di coscienza.
Gli hippie sono caratterizzati da vestiti decorati con fiori o vivacissime stoffe di colori vivi. Il loro ideale di pace e libertà è sintetizzabile in slogan quali "Mettete dei fiori nei vostri cannoni" (slogan del movimento "Flower power") e "Fate l'amore, non la guerra", che risuonavano in maniera evidente nel periodo della guerra del Vietnam. La ricerca sfrenata della totale libertà era il significato insito nel loro stile di vita. Questo movimento toccò particolarmente l'opinione pubblica, tanto da impressionare le pellicole di molti registi, nonché la musica di molti artisti.
Nell'estate 1966 la rock band inglese Cream, costituita dal chitarrista Eric Clapton, dal bassista Jack Bruce e dal batterista Ginger Baker, iniziò una forma di protesta pacifista contro la guerra, la violenza e la discriminazione di genere, etnica e religiosa, oltre a lottare per i diritti di omosessuali e bisessuali. La rivoluzione si espanse a macchia d'olio per tutto il globo, facendo creare in quasi ogni nazione una propria versione del movimento controculturale: in Messico, gli jipitecas dettero origine a La Onda Chicana e si riunirono al Festival Rock y Ruedas de Avándaro; in Nuova Zelanda nomadi housetruckers praticarono stili di vita alternativi e promossero il culto dell'energia sostenibile di Nambassa; in Regno Unito, inoltre, gruppi nomadi uniti nelle "carovane di pace" facevano pellegrinaggi estivi ai festival di musica libera a Stonehenge.
La moda e i valori hippie hanno avuto un notevole impatto sulla cultura, influenzando la musica popolare, la televisione, il cinema, la letteratura e l'arte in generale. Dagli anni Sessanta molti aspetti della cultura hippie sono diventati di comune dominio. L'eredità hippie può essere osservata nella cultura contemporanea in una miriade di forme – dalla salute alimentare, ai festival di musica, ai costumi sessuali contemporanei – e ha influenzato anche la rivoluzione del cyberspazio.
Molti giovani sono stati trascinati dalla rivoluzione, alla quale hanno preso parte anche molti artisti. Nel Regno Unito, oltre ai Cream, vi presero parte i Beatles, Brian Jones, Mick Jagger e Keith Richards dei Rolling Stones, la Plastic Ono Band, John Mayall, Keith Relf, Chris Dreja, Pete Townshend, Roger Daltrey, Mitch Mitchell, John Entwistle, Jimi Hendrix (statunitense di nascita), Bob Marley (giamaicano ma residente nel Regno Unito) e un giovanissimo e ancora sconosciuto Ritchie (all'epoca membro di una band londinese). In Canada aderirono al movimento due grandi artisti come Stephen Stills e Neil Young, mentre in Messico esso divenne popolare grazie a Carlos Santana. Negli Stati Uniti d'America furono figli dei fiori Bonnie Bramlett, Janis Joplin, Grace Slick, Joan Baez, Bob Dylan, Johnny Winter e Woody Guthrie, insieme ai brasiliani Lulu Santos e Renata Sorrah che diffusero poi il movimento nel loro paese d'origine.

## Caratteristiche
Un hippy è un membro del gruppo di cultura alternativa che si manifestò nei primi anni sessanta. Dal 1965 divenne un ben individuato gruppo sociale e il movimento si diffuse in altri paesi, prima di declinare nella seconda metà degli anni settanta. Gli hippy, insieme alla New Left (Nuova Sinistra) e all'American Civil Rights Movement (Movimento statunitense per i diritti civili), sono considerati i tre gruppi di dissenso della cultura alternativa degli anni sessanta.
Originariamente il movimento hippy era composto per la maggior parte da adolescenti e giovani adulti bianchi, di età compresa tra i 15 e i 25 anni, che avevano ereditato una tradizione di dissenso dai primi bohémien e dai beatniks. Gli Hippy respingevano con forza le istituzioni, criticavano i valori della classe media, erano contrari alle armi nucleari e alla Guerra del Vietnam, abbracciavano aspetti della filosofia orientale, promuovevano la libertà sessuale, erano spesso vegetariani ed ambientalisti, promuovevano l'uso di droghe psichedeliche per espandere la propria coscienza, e creavano comunità intenzionali e comuni. Essi utilizzavano arti alternative, il teatro di strada, la musica popolare, e le sonorità psichedeliche come parte del loro stile di vita e come modo di esprimere i propri sentimenti, le loro proteste e la loro visione del mondo e della vita.
Gli Hippy si opponevano all'ortodossia politica e sociale, scegliendo una mite e non dottrinaria ideologia che favoriva la pace, l'amore, la fratellanza e la libertà personale, incarnata al meglio dai Beatles nella famosissima canzone All You Need Is Love. Essi percepivano la cultura dominante come corrotta, un'entità monolitica che esercitava un indebito potere sulle loro vite, e chiamavano questa cultura "L'Istituzione", "Grande Fratello", o "L'Uomo". Rilevando che essi erano "in cerca di significato e di valore ", studiosi come Timothy Miller descrivono gli hippy come un nuovo movimento religioso.
Dopo il 1965, l'etica hippy ha influenzato i Beatles e gli altri gruppi musicali nel Regno Unito e in Europa, e questi a loro volta influenzarono i loro omologhi statunitensi. La cultura hippy si è diffusa in tutto il mondo attraverso una fusione di musica rock, soprattutto nella variante psichedelica, folk e blues; essa trova espressione anche nella letteratura, nelle arti drammatiche, nella moda, e nelle arti visive, compresi i film, i manifesti pubblicitari che annunciano i concerti rock, e le copertine degli album. Alla fine, il movimento hippy si espanse ben al di là degli Stati Uniti, del Regno Unito e dell'Europa, manifestandosi anche in Australia, Canada, Nuova Zelanda, Giappone, Messico, Brasile e in molti altri Paesi.

## Etimologia
Lo scrittore Jesse Sheidlower, il principale editore statunitense della Oxford English Dictionary, afferma che i termini "hipster" e "hippy" derivano dalla radice "hip", le cui origini sono sconosciute. Il termine "hipster" fu coniato da Harry Gibson nel 1940 e fu spesso utilizzato nel 1940 e 1950 per descrivere i jazzisti. Uno dei primi usi registrati della parola "hippy" è rintracciabile in una trasmissione radiofonica del 13 novembre 1945, in cui Stan Kenton chiamò Harry Gibson, "Hippie". Tuttavia, pare che quando Kenton usò il termine volesse fare un gioco di parole con il soprannome di Gibson "Harry l'Hipster". Tornando indietro alla Harlem della fine degli anni quaranta, Malcolm X ricordava nella sua autobiografia del 1964 come il termine "hippy" venisse a quell'epoca utilizzato dagli afrostatunitensi come un termine per descrivere un determinato tipo di uomo bianco, che "agiva più da nero degli stessi neri."
Sebbene il termine "hippie" sia comparso sporadicamente nei primi anni sessanta, il primo uso della parola nel senso qui più proprio apparve per la prima volta in stampa il 5 settembre 1965, nell'articolo: A New Haven for Beatniks (Una Nuova Generazione di Beatniks) del giornalista di San Francisco Michael Fallon. In questo articolo, Fallon scrisse a proposito del Caffè Blue Unicorn, utilizzando il termine "hippy" proprio per indicare una nuova generazione di beatniks che si era trasferita da North Beach nel distretto di Haight-Ashbury.
Nel 2002, il giornalista fotografo John Bassett McCleary ha pubblicato un dizionario di slang integrale, di 650 pagine e 6 000 vocaboli, dedicato al linguaggio degli hippy, intitolato The Hippie Dictionary: A Cultural Encyclopedia of the 1960s and 1970s. Il libro è stato poi rivisto ed esteso a 700 pagine nel 2004. McCleary ritiene che la controcultura hippie abbia aggiunto un significativo numero di parole alla lingua inglese, prendendole in prestito dal lessico della Beat Generation, accorciandole e rendendone l'uso popolare.

## Storia

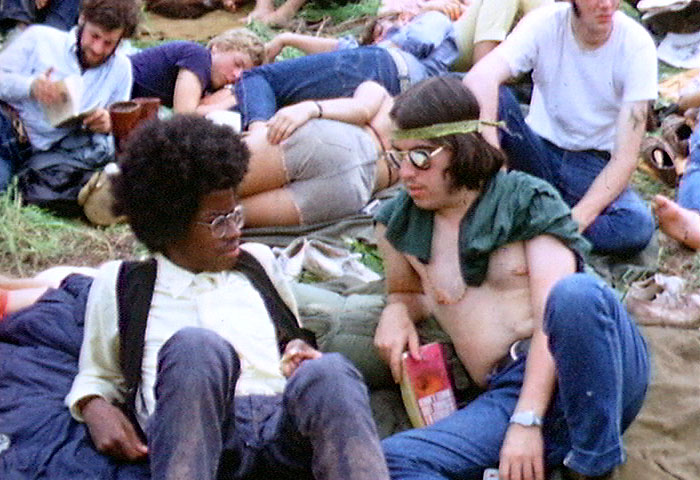
Hippy al festival di Woodstock nel 1969

Gli hippy sono stati influenzati dal pensiero di Gesù Cristo, Hillel il Vecchio, Buddha, Francesco d'Assisi, Henry David Thoreau, Hermann Hesse e Gandhi e dalla sinistra radicale americana. Un altro antecedente storico-culturale è costituito dal "maledettismo" di alcuni poeti del Romanticismo (Byron) e soprattutto del Decadentismo (Charles Baudelaire, Paul Verlaine, Arthur Rimbaud, Stéphane Mallarmé), i quali furono dissacratori dei valori della tradizione e della società borghese ed improntarono la propria vita a princìpi di sregolatezza.
Dal 1896 al 1908 si diffuse poi la controcultura giovanile dei Wandervogel che divenne popolare in Germania, attirando migliaia di giovani tedeschi i quali respingevano l'urbanizzazione e che sognavano un ritorno alla natura; gli stessi ideali erano stati promossi in Germania anche da un punto di vista salutistico dal movimento della Lebensreform. Queste convinzioni vennero introdotte negli Stati Uniti d'America dai tedeschi che erano andati a stabilirsi in vari suoi luoghi. I giovani statunitensi adottarono le credenze e le pratiche dei nuovi immigrati.
Il compositore Eden Ahbez scrisse una canzone intitolata Natura Boy, ispirata da Robert Bootzin (Gypsy Boots), che contribuì a diffondere negli Stati Uniti lo yoga, gli alimenti biologici e salutari. La Beat Generation di fine anni cinquanta influenzò lo sviluppo della controcultura degli anni sessanta, mentre il termine "beatnik" dava spazio a quello "hippy". Personaggi del Beat come Allen Ginsberg diventarono un punto fermo degli hippy e dei movimenti contro la guerra. Le preferenze stilistiche dei beatniks, colori sobri, lenti scure e barbette a punta, furono sostituite da vestiti coloratissimi e con fantasie psichedeliche, dai capelli lunghi, da petti nudi, bandane e pantaloni blu a zampa di elefante.

### Gli inizi (1960-1965)

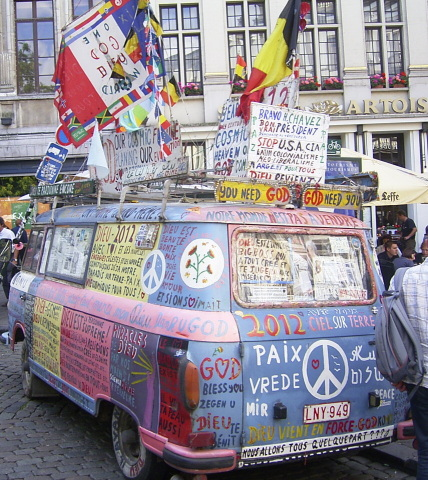
Flower-Power Bus

Nei primi anni sessanta lo scrittore Ken Kesey e il suo gruppo dei Merry Pranksters vivevano comunitariamente in California. Tra i loro membri c'erano, oltre all'eroe della Beat Generation Neal Cassady, Ken Babbs, Mountain Girl, Wavy Gravy, Paul Krassner, Stewart Brand, Del Close, Paul Foster, George Walker, Sandy Lehmann-Haupt, e altri. Le loro prime avventure sono state documentate nel libro di Tom Wolfe The Electric Kool Aid Acid Test. Con Cassady alla guida di uno scuolabus di nome Furthur, i Merry Pranksters girarono per gli Stati Uniti per festeggiare la pubblicazione del romanzo di Kesey Sometimes a Great Notion e visitare l'Esposizione Universale di New York del 1964.
I Pranksters consumavano notoriamente marijuana, anfetamine e soprattutto LSD, e nel corso del loro viaggio introdussero molte persone a quest'ultima sostanza. Essi filmarono e registrarono il loro viaggio in scuolabus, creando un'esperienza multimediale immersiva, che sarebbe poi stata presentata al pubblico in forma di festival e concerti. Nel libro Rivoluzione psichedelica Mario Iannaccone sostiene che Ken Kesey stesse coscientemente utilizzando, su più livelli, il modello del Viaggio, tanto importante nella cultura statunitense, rendendo evidente la sua metafora interiore: il Bus dei Pranksters era infatti guidato dal protagonista di Sulla strada (On the Road) di Jack Kerouac. Il viaggio o Trip, dei Pranksters, era contemporaneamente esteriore ed interiore e il suo mezzo era l'LSD. Il film doveva testimoniare questo spostamento di corpi e di coscienze e diventare, per gli spettatori, uno strumento di meditazione.
Durante questo periodo, Cambridge (Massachusetts), il Greenwich Village a New York e Berkeley in California erano i centri del circuito americano della musica folk. Due coffee houses di Berkeley, la Cabale Creamery e la Jabberwock, ospitavano concerti di artisti di musica folk in uno scenario beat. Nell'aprile del 1963 Chandler A. Laughlin III, cofondatore della Cabale Creamery, istituì una specie di rito tribale religioso, con circa cinquanta persone che partecipavano a una tradizionale cerimonia a base di peyote in un contesto rurale, che durava tutta una notte. Questa cerimonia combinava l'esperienza psichedelica con i tradizionali valori spirituali dei nativi nord americani; queste persone si posero come obbiettivo di lavorare su un unico genere di espressione musicale al Red Dog Saloon, nell'isolata vecchia città mineraria di Virginia City (Nevada).
Nell'estate del 1965, Laughlin reclutò gran parte del talento originaria che portò ad un amalgama unico tra musica folk tradizionale e la nascente scena di rock psichedelico. Insieme al suo gruppo creò ciò che divenne famoso come "The Red Dog Experience", con la presentazione di gruppi musicali sconosciuti – Big Brother and the Holding Company, Jefferson Airplane, Quicksilver Messenger Service, Grateful Dead, e altri – che suonarono nell'intimo e completamente nuovo ambiente del Red Dog Saloon. Non vi era una netta separazione tra musicisti e pubblico in queste performance, durante le quali la musica, la sperimentazione psichedelica, un senso unico dello stile personale e i primi rozzi esperimenti di spettacoli luminosi messi su da Bill Ham si combinavano per creare un nuovo senso di comunità. Laughlin e George Hunter dei Charlatans erano veri proto-hippie, con i loro lunghi capelli, gli stivali e gli stravaganti vestiti che si ispiravano chiaramente a quelli dei primi americani e dei nativi. Il fabbricante di LSD Owsley Stanley viveva a Berkeley nel 1965 e fornì gran parte della sostanza che divenne parte seminale della Red Dog Experience, della prima evoluzione del rock psichedelico e della nascente cultura hippie. Al Red Dog Saloon, i Charlatans furono la prima rock band psichedelica che suonò dal vivo (sebbene inintenzionalmente) sotto l'effetto dell'LSD.

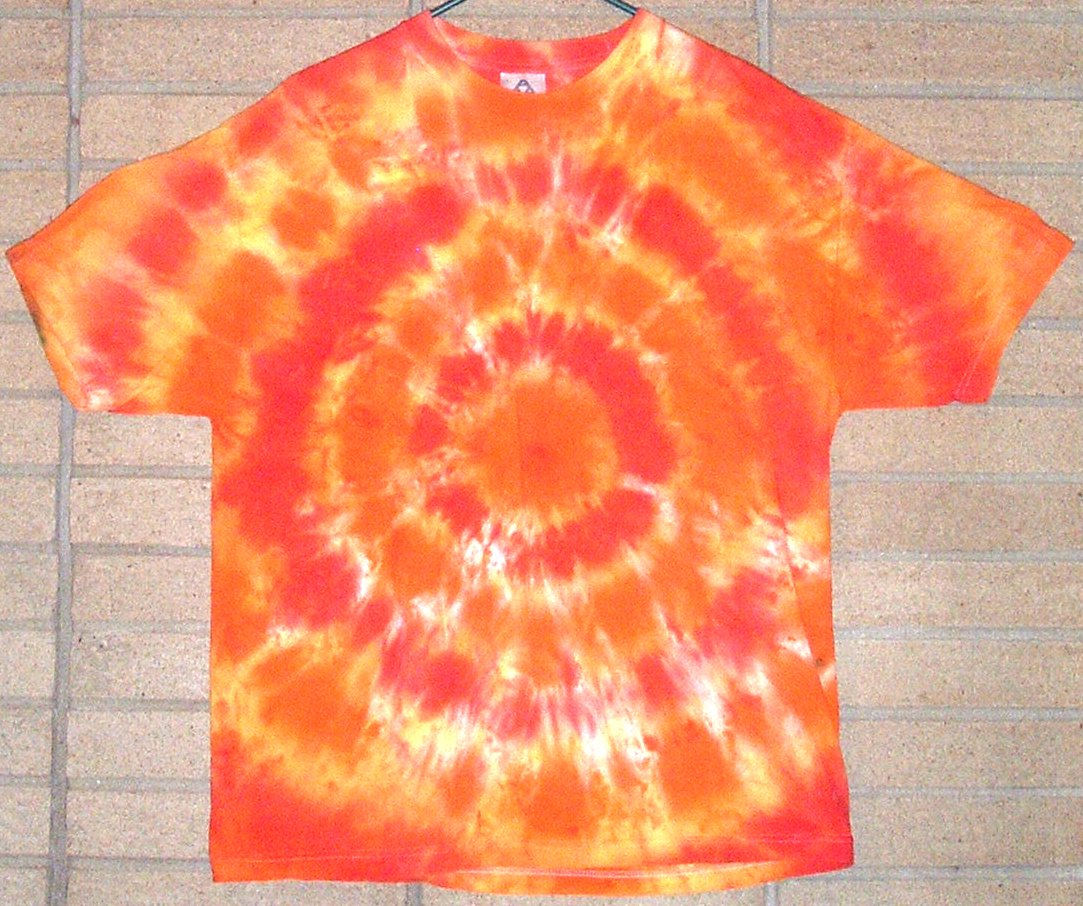
T-shirt tinteggiata o batik. Il batik era considerato parte del movimento psichedelico.

Una volta tornati a San Francisco, partecipanti alle performance del Red Dog come Luria Castell, Eller Harman e Alton Kelley crearono un collettivo chiamato "The Family Dog". Modellandolo sulle esperienze del Red Dog, il nuovo gruppo organizzò il 16 ottobre 1965 "A Tribute to Dr. Strange" alla Longshoreman's Hall. Con un pubblico di circa 500 persone, esponenti degli hippie originali della zona, questo fu il primo evento di rock psichedelico, ballo in costume e show luminoso di San Francisco, con la partecipazione di Jefferson Airplanes, The Great Society e The Marbles.
Altri due eventi ebbero luogo prima della fine di quell'anno, uno alla California Hall e l'altro al Matrix. Dopo i primi tre eventi organizzati dai Family Dog, alla Longshoreman's Hall ebbe luogo un'occasione psichedelica molto più grande. Intitolata "The Trips Festival", ebbe luogo dal 21 al 23 gennaio del 1966 e fu organizzato da Stewart Brand, Ken Kesey, Owsley Stanley e altri. Diecimila persone parteciparono a questo evento a posti esauriti, con mille altre che ogni sera non riuscivano ad entrare. Sabato 22 gennaio, salirono sul palco i Grateful Dead, Big Brother and the Holding Company, e seimila persone giunsero a bere punch corretti con l'LSD e ad essere testimoni di uno dei primi integrali show luminosi dell'era.
Nel febbraio del 1966, la Family Dog divenne, sotto l'organizzazione di Chet Helms, Family Dog Productions, e promosse happening alla Avalon Ballroom e al Fillmore Auditorium, inizialmente in cooperazione con Bill Graham. Questi locali permettevano ai partecipanti di prendere parte interamente all'esperienza musicale psichedelica. Bill Ham, che era stato tra i pionieri degli spettacoli di luce del Red Dog, perfezionò la sua arte di proiezione di luce liquida, con la combinazione di luci e proiezione di film, ed il suo nome divenne sinonimo delle serate di ballo di San Francisco. L'attenzione allo stile ed ai costumi, già presente al Red Dog Saloon, si sviluppò ulteriormente quando gli hippies acquistarono il magazzino di costumi del teatro Fox di San Francisco, che aveva chiuso i battenti, e si rivelò nella libertà con cui ci si acconciava per partecipare agli eventi musicali nelle sale preferite. Scrisse il giornalista musicale del San Francisco Chronicle Ralph J. Gleason: «Ballavano tutta la notte, in maniera orgiastica, spontanea, completamente libera».
Fulcro della scena hippy statunitense diviene San Francisco, in particolare il quartiere di Haight Ashbury, caratterizzato da edifici vittoriani ampi ed economici. Alcuni dei primi hippy di San Francisco erano ex studenti del San Francisco State College incuriositi dalla nascente scena musicale psichedelica, che si unirono alle band amate per intraprendere una vita comunitaria. I giovani statunitensi in tutto il paese (anche adolescenti scappati di casa) cominciarono a muoversi verso San Francisco, ed entro il giugno 1966, circa 15 000 hippy si erano già stabiliti. Anche i Charlatans, gli Jefferson Airplanes, i Big Brother and the Holding Company, i Grateful Dead in questo periodo si stabilirono tutti nella zona di Haight-Ashbury. Le attività ruotavano attorno ai Diggers, un gruppo teatrale che combinava teatro spontaneo di strada, azioni anarcoidi e improvvisazioni artistiche per raggiungere l'obiettivo di creare una "città libera". Verso la fine del 1966 i Diggers aprirono locali in cui, oltre a organizzare concerti musicali gratuiti e lavori di arte politica, regalavano le loro cose, cibo, droga, e denaro.
Il 6 ottobre 1966, lo stato della California dichiarò l'LSD sostanza controllata, che di fatto rese la droga illegale. In risposta alla criminalizzazione della sostanza, gli hippie di San Francisco organizzarono un raduno hippy sulla striscia del Golden Gate Park, chiamato Love Pageant Rally, che attirò circa 700-800 persone. Come spiegato da Allan Cohen, cofondatore del San Francisco Oracle, lo scopo della manifestazione era duplice – attirare l'attenzione sul fatto che l'LSD era stato appena resa illegale, e dimostrare che le persone che utilizzavano LSD non erano criminali, né malati mentali. Suonarono i Grateful Dead, ed alcuni sostengono che nell'occasione si consumò LSD. Secondo Cohen, quelli che assunsero LSD «non erano colpevoli di uso di sostanze illegali [...] Noi stavamo celebrando la conoscenza trascendentale, la bellezza dell'universo, la bellezza dell'essere».

### La Summer of Love
Il 15 gennaio 1967 l'enorme raduno all'aperto di San Francisco rese popolare la cultura hippy in tutti gli Stati Uniti d'America, richiamando 20 000 persone al Golden Gate Park. Il 26 marzo, Lou Reed, Edie Sedgwick e 10 000 hippie si raccolsero a Manhattan per il Central Park Be-In on Easter Sunday.

Il Monterey Pop Festival dal 16 giugno al 18 giugno diffuse la musica rock della controcultura ad un vasto pubblico e segnò l'inizio della "Estate d'amore". La versione di Scott McKenzie della canzone di John Phillips dei Mamas & the Papas San Francisco, divenne un enorme successo negli Stati Uniti d'America e in Europa. Il testo 
(Scott McKenzie)
 convinse migliaia di giovani di tutto il mondo a recarsi a San Francisco, a volte portando fiori tra i capelli e distribuendoli ai passanti, guadagnandosi il nome di "figli dei fiori". Gruppi come i Grateful Dead, la Big Brother and the Holding Company con Janis Joplin e i Jefferson Airplane continuarono a vivere a Haight, ma entro la fine dell'estate, la incessante copertura mediatica portò i Diggers a dichiarare la "morte" degli hippy con una cerimonia-spettacolo. Secondo il poeta epigono Stormi Chambless, gli hippie seppellirono l'effigie di un hippie nel Golden Gate Park a dimostrazione della fine del suo regno.
Per quanto riguarda questo periodo della storia, il 7 luglio 1967 la rivista TIME si presentò con una copertina intitolata "Gli Hippy: La filosofia di una subcultura". L'articolo descriveva le linee guida del codice hippy: «Fai le tue cose, ovunque devi farle e ogni volta che vuoi. Ritirati. Lascia la società esattamente come l'hai conosciuta. Lascia tutto. Fai sballare qualsiasi persona normale con cui vieni in contatto. Fagli scoprire, se non la droga, almeno la bellezza, l'amore, l'onestà, il divertimento». Si stima che circa 100 000 persone si siano recate a San Francisco nell'estate del 1967. I mezzi di informazione li seguirono, rivolgendo i riflettori sul distretto di Haight-Ashbury e rendendo popolare i costumi hippie. Con questa maggiore attenzione, gli hippy trovarono sostegno per i loro ideali di amore e di pace, ma furono anche criticati per le loro lotta contro il lavoro e pro-droga, e per la loro etica permissiva. Timori riguardo alla cultura hippy, in particolare per quanto riguarda l'abuso di droga e l'assenza di moralità, alimentarono le ansie morali della fine del decennio.

### La Rivoluzione (1968-1969)

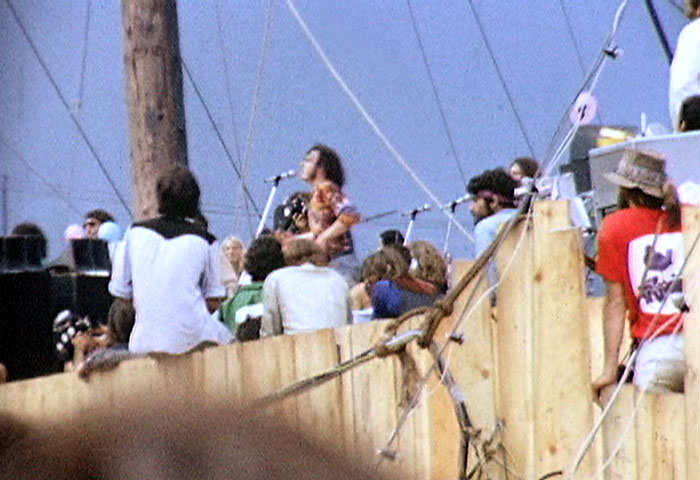
Joe Cocker a Woodstock nel 1969.

Nell'aprile 1969, la costruzione del People's Park di Berkeley, in California, ha ricevuto un'attenzione internazionale. L'Università della California - Berkeley aveva progettato di demolire tutti gli edifici su una superficie di 2,8 acri vicino al campus, volendo utilizzare il terreno per costruire campi da gioco e un parcheggio. Dopo un lungo ritardo, durante il quale il sito era diventato fatiscente, migliaia di comuni cittadini di Berkeley, tra cui commercianti, studenti e hippy, presero la questione nelle proprie mani, piantando alberi, arbusti, erba e fiori per trasformare il sito in un parco naturale.
Un importante confronto si ebbe il 15 maggio 1969, e il governatore Ronald Reagan ordinò due settimane di occupazione della città di Berkeley da parte della Guardia nazionale californiana. Il "Flower Power" prese vita proprio nel corso di questa situazione, quando gli hippy iniziarono ad impegnarsi in atti di disobbedienza civile, piantando fiori negli spazi vuoti di tutta Berkeley sotto lo slogan "Let A Thousand Parks Bloom" (Fai fiorire un migliaio di parchi).
Nell'agosto 1969, a Bethel (New York), ebbe luogo il Woodstock Music and Art Festival (Festival di Woodstock), che per molti rimane il miglior esempio di controcultura hippy. Oltre 500 000 persone vi si recarono per ascoltare i musicisti e le band più notevoli del tempo, tra cui Richie Havens, Joan Baez, Janis Joplin, The Grateful Dead, Creedence Clearwater Revival, Crosby, Stills, Nash and Young, Carlos Santana, The Who, Jefferson Airplane, e Jimi Hendrix. Le condizioni di sicurezza e la logistica furono garantite dalla HWavy Gravy's Hog Farm, e gli ideali hippy di amore e di fratellanza umana sembrarono aver acquisito espressione concreta.
Nel dicembre 1969, un evento simile ebbe luogo presso l'Altamont Raceway Park, in California, circa 45 km a est di San Francisco. Inizialmente annunciata come la "Woodstock West", il suo nome ufficiale fu Altamont Free Concert. Circa 300 000 persone vi convennero per ascoltare i Rolling Stones, Crosby, Stills, Nash and Young, Jefferson Airplane e altri gruppi. Furono gli Hell's Angels ad occuparsi della sicurezza, ma il livello fu molto meno di successo rispetto a quello raggiunto nell'evento di Woodstock: il diciottenne Meredith Hunter fu pugnalato a morte durante il concerto dei Rolling Stones.

### Scosse di assestamento (gli anni settanta e ottanta)

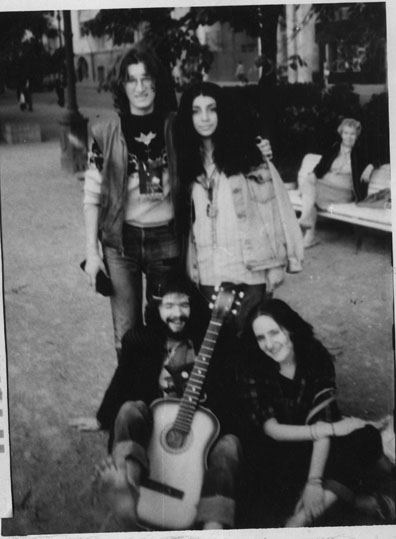
Hippie nel 1988

Dal 1972, lo spirito che aveva generato la cultura hippy sembrava essere al tramonto. Gli eventi di Altamont avevano sconvolto molti statunitensi, compresi quelli che si erano fortemente identificati con la cultura hippy. Un'altra scossa si produsse quando Sharon Tate e Leno e Rosemary LaBianca vennero uccisi nell'agosto del 1969 da Charles Manson e dalla sua "famiglia" di seguaci. Tuttavia, l'atmosfera politica oppressiva che contraddistinse il bombardamento della Cambogia e l'uso delle armi da parte della Guarda Nazionale alla Jackson State University e alla Kent State University ancora spingevano i giovani a raccogliersi. Gli spari all'università ispirarono nel maggio del 1970 la canzone "What About Me?" dei Quicksilver Messenger Service, in cui essi cantavano "You keep adding to my numbers as you shoot my people down" ("Ci fate crescere di numero se continuate a spararci").
Molti dei costumi hippie nei primi anni settanta erano diventati molto diffusi. Gli affollati concerti rock, iniziati con il Monterey Pop Festival del 1967 e con l'Isle of Wight Festival del 1968, erano diventati la norma. Alla metà degli anni settanta, con la fine della leva obbligatoria e della guerra del Vietnam, e con la ripresa di sentimenti e valori patriottici associati all'approssimarsi del Bicentenario degli Stati Uniti d'America, i principali media persero interesse alla cultura hippie. L'acid rock dette strada all'heavy metal, alla disco e al punk rock.
Nel corso degli anni ottanta l'affermarsi nella società occidentale del modello degli yuppie, giovani professionisti all'affannosa ricerca dell'affermazione economica individuale che adottano uno stile di vita consumista e volto all'ostentazione del successo si pone agli antipodi degli ideali della cultura hippy. I valori del comunitarismo e la sperimentazione di stili di vita che rifiutano i paradigmi della società capitalista restano confinati in piccole enclave, come ad esempio il quartiere di Christiania sorto nel centro di Copenaghen nel 1971 o alcuni villaggi nello stato indiano di Goa.

### Dagli anni novanta ad oggi
A partire dagli anni novanta si assiste a una rinascita della cultura hippy e neo-hippy che comunica attraverso le tecnologie digitali e si lega alle scene musicali dei rave parties, della psy-trance e della neopsichedelia.

## Stile di vita e abbigliamento

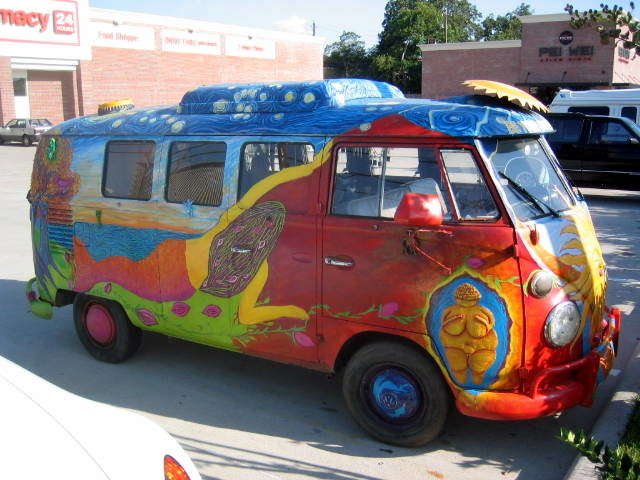
Volkswagen T1

Gli Hippy propugnavano una vita comunitaria, libera, semplice, un ritorno alla natura (es. praticano il nudismo e riscoprono l’allattamento al seno). Molti sono artisti e musicisti, ma si praticavano anche attività artigianali e di coltivazione per l’autoconsumo. Erano attratti da forme di pensiero non convenzionali come ecologismo, esoterismo, religioni orientali (a San Francisco aveva aperto un tempio Hare Krishna), scienze alternative, stati alterati di coscienza, culture etniche ecc.
Gli Hippie cercarono di liberarsi dalle restrizioni della società, scegliendo la propria strada e trovando un nuovo senso della vita. Un'espressione dell'indipendenza dalle norme sociali raggiunta dagli hippy è stato il loro insolito e fantasioso modo di vestire. Lo stile dell'abbigliamento faceva sì che gli hippy fossero immediatamente riconoscibili gli uni agli altri, e simboleggiava il loro rispetto dei diritti individuali e la volontà di mettere in discussione l'autorità.
Così come il movimento beat che lo precedette e quello punk che venne subito dopo, i simboli e l'iconografia hippy mostravano un basso status sociale, coerentemente con ideali di povertà e semplicità, con un vestiario che rifletteva uno stile di vita disordinato e spesso vagabondo. Come nel caso di altri movimenti di adolescenti bianchi di classe media, il comportamento degli hippie comportava una sfida alle principali differenze di sesso del loro tempo: sia gli uomini che le donne hippie portavano i jeans e i capelli lunghi, ed entrambi portavano sandali o andavano scalzi. Gli uomini spesso portavano la barba, mentre le donne limitavano al minimo o non utilizzavano il trucco, e molte non portavano il reggiseno. Gli hippie spesso sceglievano vestiti con colori brillanti e di taglio insolito, come pantaloni a zampa d'elefante, gilè, indumenti tie-dyed (t-shirt con disegni e colori psichedelici, spesso in cotone), dashiki (specie di mezzi mantelli provenienti dall'Africa), o camicette; molto popolari erano anche indumenti di taglio non occidentale e con motivi ispirati ai modelli dei nativi nord americani, degli africani e dei sud americani. Gran parte di questi indumenti era autoprodotta per contrastare la cultura delle aziende, e gli hippie spesso acquistavano i propri abiti nei mercatini delle pulci o dell'usato. Gli accessori preferiti, sia per gli uomini che per le donne, consistevano in oggetti della cultura indiana, copricapi, bandane e lunghe collane a grani. Le case, i veicoli e gli altri oggetti appartenenti agli hippie erano spesso decorati con motivi psichedelici.
Il viaggio, sia all'interno della nazione che all'estero, è stato uno degli elementi caratteristici della cultura hippy. La cultura hippie era comunitaria e viaggiare diventò un modo di estendere il concetto di amicizia. Scuolabus simili al Ken Kesey's Furthur, o all'iconico VW, divennero popolari perché gruppi di amici ci potevano viaggiare economicamente. Il VW bus divenne noto come un simbolo della controcultura hippy, e molti di questi autobus furono ridipinti con grafica psichedelica e/o personalizzati, un atteggiamento che anticipò la attuale arte di decorazione di automobili. Un simbolo di pace sostituiva spesso il marchio Volkswagen. Molti hippy preferivano l'autostop, inteso come principale modalità di trasporto, perché economico, ecologico, e modo sicuro per incontrare nuove persone.

## Posizione politica

Il simbolo della pace

Gli Hippy furono spesso pacifisti e presero parte a cortei politici non-violenti, come le marce per i diritti civili, le marce su Washington D. C., le dimostrazioni contro la guerra del Vietnam, compreso il dar fuoco alle cartoline di chiamata alla leva e le proteste alla Convenzione Nazionale Democratica del 1968. Il grado di coinvolgimento politico varia ampiamente tra gli hippy, partendo da quelli attivi soltanto nelle marce della pace per arrivare alle manifestazione di teatro di strada anti-autoritario e alle dimostrazioni degli Yippie, il sottogruppo hippy politicamente più attivo. Nel corso di una discussione tra Bobby Seale e Jerry Rubin sulle differenze fra hippy e Yippie, Rubin sostenne che gli Yippie erano l'ala politica del movimento hippy, dal momento che «non tutti gli hippy avevano già sviluppato una posizione politica». A proposito, poi, delle iniziative politiche del movimento hippy, Rubin aggiunse che «essi preferiscono principalmente sballarsi, ma molti di loro vogliono anche la pace e che finisca tutto questo schifo».
Oltre a dimostrazioni politiche non violente, l'opposizione hippy alla guerra del Vietnam incluse anche l'organizzazione di gruppi di azione politica contro la guerra, il rifiuto del servizio di leva e lo svolgimento di lezioni universitarie nei campus sulla storia del Vietnam e sul contesto politico internazionale in cui si inseriva quel conflitto.
La già citata versione di Scott McKenzie della canzone di John Phillips "San Francisco", che aveva ispirato la Summer of Love, diventò anche la canzone di bentornato per tutti i veterani del Vietnam che tornavano a San Francisco dal 1967 in poi. Lo stesso McKenzie ha dedicato ogni esecuzione statunitense di quella canzone ai veterani del Vietnam, e la cantò anche in occasione del ventesimo anniversario (2002) della cerimonia di inaugurazione del Vietnam Veterans Memorial. La canzone diventò una canzone di libertà in tutto il mondo, specialmente nelle nazioni dell'Europa orientale sotto regimi post bolscevichi-stalinisti imposti dall'URSS.
Gli hippy si espressero spesso politicamente attraverso la fuoriuscita dalla società, allo scopo di perseguire i cambiamenti cercati. Tra i movimenti politici supportati dagli hippy ci sono il movimento di ritorno alla terra degli anni sessanta, lo sviluppo dell'impresa cooperativa, l'attenzione all'energia alternativa, il movimento per una stampa libera e l'agricoltura biologica.

## Droghe

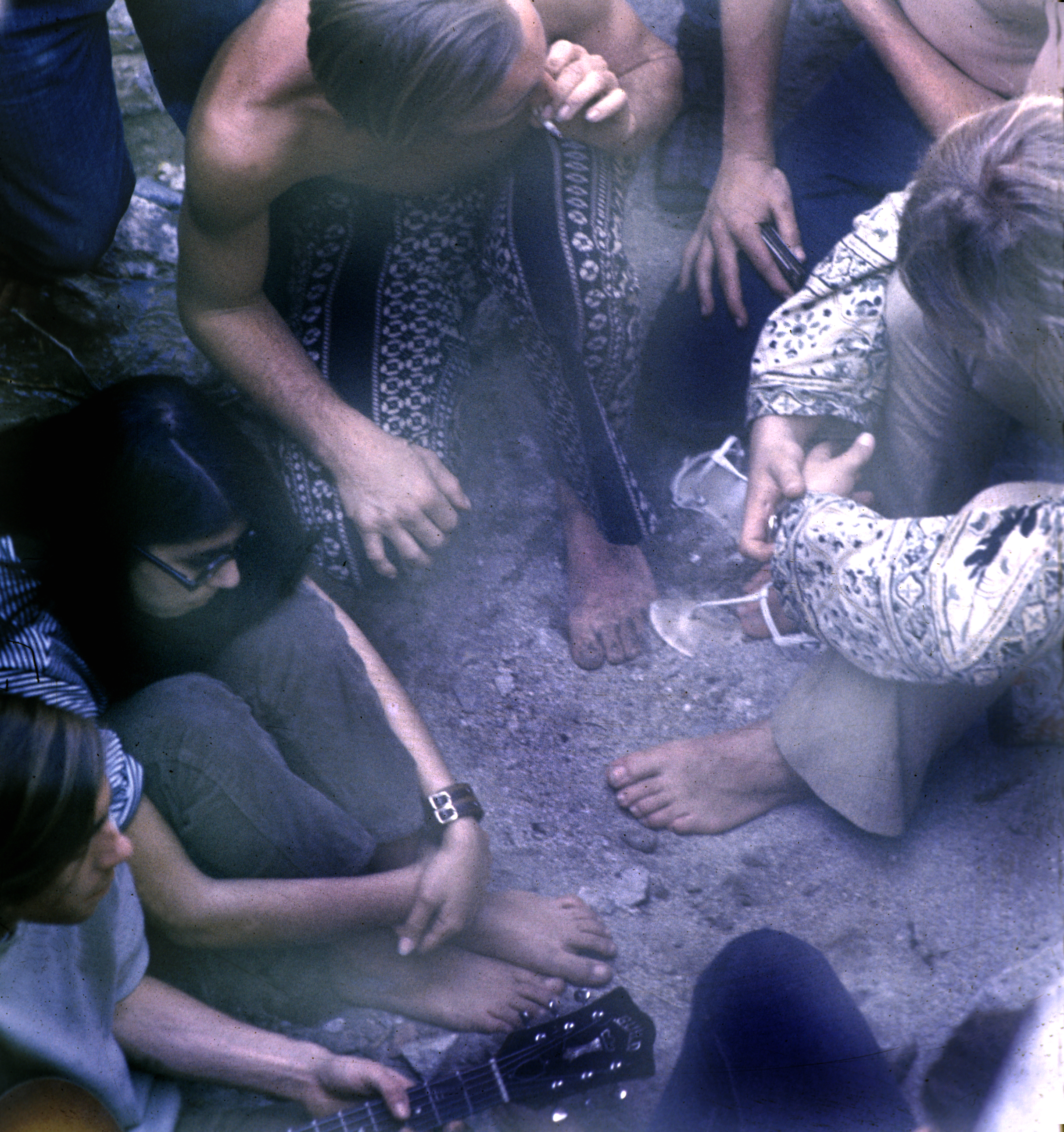
Giovani hippies in cerchio che condividono uno spinello.

Seguendo l'esempio della Beat Generation, anche gli hippy usarono canapa indiana o marijuana. Essi allargarono la loro Farmacopea Spirituale fino a includere psichedelici come l'LSD, la psilocibina e la mescalina, e anche allucinogeni meno noti. Sulla Costa Est degli Stati Uniti d'America, i professori di Università di Harvard Timothy Leary, Ralph Metzner e Richard Alpert difesero l'uso delle sostanze psicotrope nella psicoterapia, nell'autoanalisi e per usi religiosi e spirituali. 
A proposito dell'LSD, Leary disse: «Espandi la tua coscienza e trova in essa estasi e rivelazione».
Sulla Costa Ovest degli Stati Uniti d'America, Ken Kesey fu una figura importante nella promozione dell'uso ricreativo delle sostanze psicotrope, specialmente dell'LSD. Tenendo quelli che lui chiamava "Acid Tests", e girando il paese con la sua band dei Merry Pranksters, Kesey diventò il catalizzatore dell'attenzione dei media e catturò molti giovani al movimento. I Greatful Dead (chiamati in origine "The Warlocks") suonarono alcuni dei loro primi pezzi agli Acid Tests, spesso sotto l'effetto dell'LSD, proprio come il pubblico. Kesey e i Pranksters sentivano di "accendere il mondo".
Nel mondo hippy si usarono anche sostanze più pesanti, come oppio e anfetamina; tuttavia queste droghe venivano disprezzate, perfino tra chi ne faceva uso, perché riconosciute dannose e procuranti dipendenza. L'eroina, per esempio, fu vietata allo Stonehenge Free Festival del 1967.

## Viaggi

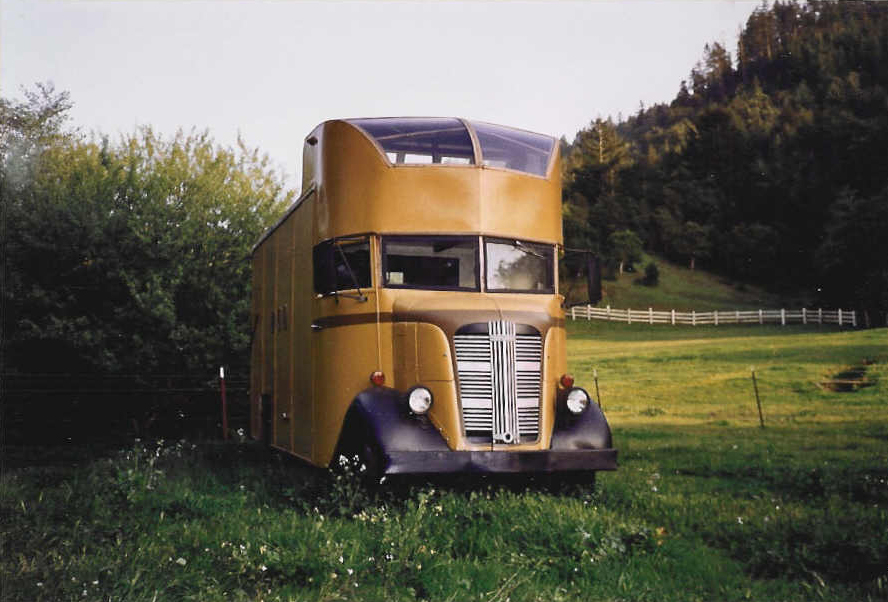
Camion hippy decorato a mano, 1968

Gli hippy tendevano a viaggiare leggeri e sempre pronti a partire per dovunque succedesse qualcosa in qualsiasi momento; che si trattasse di raduni sul Mount Tamalpais vicino a San Francisco, una dimostrazione contro la guerra in Vietnam a Berkeley, uno degli incontri musicali di Kesey, o se la "vibrazione" non era giusta e c'era bisogno di un cambio di ambiente, gli hippy erano pronti a muoversi in un attimo. La pianificazione era avversata, in quanto un hippy era sempre felice di mettere pochi indumenti in uno zaino, tirar fuori il pollice e andare in autostop ovunque. Difficilmente si chiedevano se avessero abbastanza soldi, o una prenotazione alberghiera o uno qualsiasi dei normali equipaggiamenti di chi si mette in viaggio. Le abitazioni hippy accoglievano ospiti notturni capitati improvvisamente, e le caratteristiche di reciprocità del movimento permettevano libertà di spostamento. Le persone generalmente collaboravano per andare incontro ai bisogni reciproci in un modo che divenne meno frequente dopo i primi anni settanta. Questo modello di vita, che ha in parte le sue radici nella controcultura hobo e nello spirito On the Road di Jack Kerouac, è ancora comune nei gruppi della Rainbow Family, dei viaggiatori new Age e degli housetrucker neozelandesi. Un derivato di questo stile libero di viaggio furono i furgoni e i pullman, case mobili costruite artigianalmente sugli chassis originali, in modo da favorire una vita nomade. Alcuni di queste case mobili gitane erano piuttosto ben attrezzate, con letti, bagni, docce e fornelli.

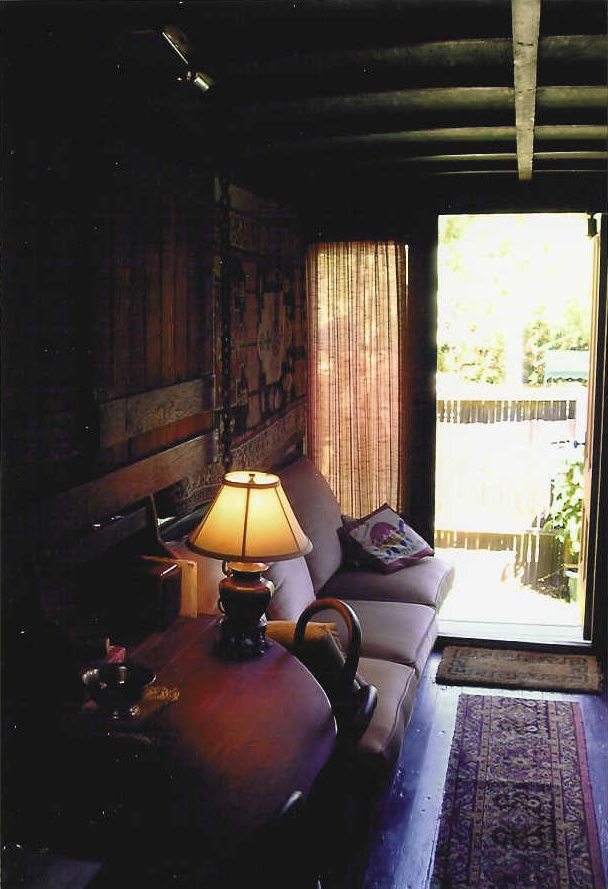
Interno di camion hippy

Sulla costa occidentale si sviluppò un peculiare stile di vita attorno alle Renaissance Faire, organizzate per la prima volta nel 1963 da Phyllis e Ron Patterson. Nei mesi estivi ed autunnali, intere famiglie viaggiavano insieme nei loro particolari veicoli, parcheggiavano nei luoghi dell'avvenimento nella California del sud o del nord, preparavano i manufatti durante la settimana e poi indossavano i vestiti elisabettiani nelle rappresentazioni di fine settimana, per poi partecipare ai mercatini in cui rivendevano gli stessi manufatti al pubblico.
Il gran numero di giovani del tempo garantiva favorevolissime opportunità di viaggio verso speciali appuntamenti. L'apice fu raggiunto al Festival di Woodstock, vicino a Bethel (New York), che si svolse dal 15 al 19 agosto 1969 e attirò più di 500 000 persone.
La più memorabile esperienza di viaggio hippy, intrapresa da centinaia di migliaia di giovani, specie negli anni 1969-71, fu il viaggio via terra verso l'India, il cosiddetto Hippie trail. Portandosi dietro poco o niente nel bagaglio e con pochissimi soldi in tasca, quasi tutti loro seguivano la stessa strada, attraversando l'Europa in autostop fino ad Atene o a Istanbul, proseguendo poi con il treno attraverso la Turchia centrale per Erzurum, continuando in autobus in Iran, attraverso Tabriz e Teheran fino a Mashad, poi superando il confine afgano ad Herat, proseguendo nel sud dell'Afghanistan attraverso Kandahar per giungere a Kabul, varcando il Passo Khyber per giungere in Pakistan, ed infine toccando Rawalpindi e Lahore fino al confine indiano. Una volta in India, gli hippy si recavano in varie destinazioni, ma si raccoglievano poi in grandi numeri sulle spiagge di Goa, oppure attraversavano il confine con il Nepal e trascorrevano mesi a Katmandu. La lunghezza del soggiorno in questi posti variava di norma dalle poche settimane a sei mesi. Per soggiornare più a lungo, in India era necessario un visto.
Tracce del passaggio degli hippies sono riscontrabili in molte altre destinazioni oggi turistiche ma un tempo decisamente meno conosciute. Tra i vari luoghi per esempio abbiamo Hikkaduwa in Sri Lanka (ex Ceylon), o Koh Panghan in Thailandia.
Il romanzo autobiografico dello hippy scrittore francese Charles Duchaussois Flash ou le Grand Voyage, Parigin Flayard, 1974 (ed. italiana Flash. Katmandu il grande viaggio, Torino, SEI, 2001) è il resoconto in prima persona del viaggio da Marsiglia a Katmandu per raggiungere i paradisi della droga.

## Influenza degli hippy nella cultura di massa

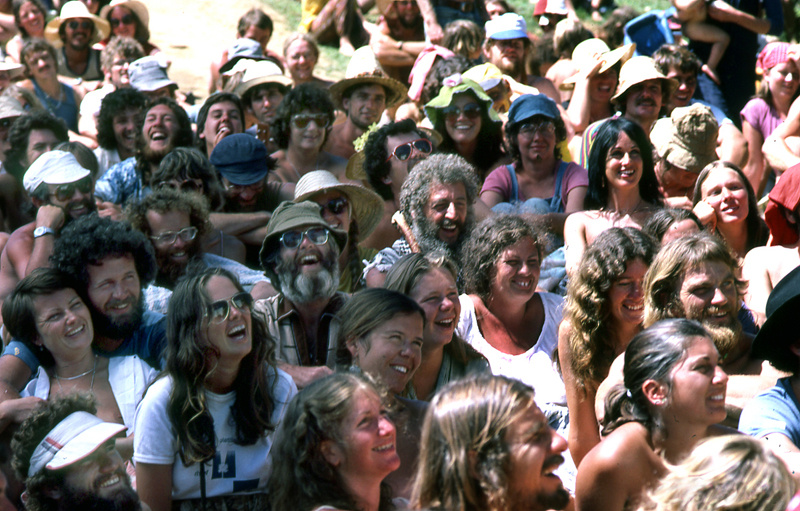
Hippies al Nambassa Festival nel 1981 in Nuova Zelanda.

L'eredità che gli hippy hanno lasciato alla società è molto forte ancora oggi. Dimostrazioni politiche e pubbliche ora sono considerate libere espressioni legittime. Coppie non sposate si sentono libere di viaggiare e vivere insieme senza la disapprovazione dalla società. Le tematiche che riguardano le questioni sessuali sono divenute la norma, e i diritti degli omosessuali, degli intersessuali e dei transessuali si sono evoluti. La diversità religiosa e culturale ha guadagnato più consenso. Imprese commerciali cooperative e comunità creative con vita di gruppo sono accettate estesamente. L'interesse verso l'alimentazione naturale, i rimedi erbacei e le vitamine si sono molto estesi.
L'influsso dell'ethos anti-autoritario proprio della cultura hippy si ritrova nei movimenti che si battono per l'apertura delle reti digitali contro il controllo delle multinazionali e dei governi; lo sviluppo delle correnti pacifiste ed ambientaliste in occidente è anch'esso ricollegato alle tematiche sviluppate all'interno del primo movimento hippy.
Le tradizionali feste hippy cominciate negli Stati Uniti d'America nel 1965 continuano a svolgersi e a svilupparsi ancora oggi; ad esempio, dal 1976 in Nuova Zelanda ogni anno si celebra un festival rock, che richiama da tutto il mondo hippy e neo-hippy, all'insegna di musica ad alto volume, droghe, spirito di fratellanza e cibi salutari.
Infine anche la moda è stata fortemente influenzata dalla cultura hippy, nel rifiuto delle divise e nella mescolanza di capi eterogenei. Ciclicamente ritornano modelli che richiamano la stagione degli hippy (colori acidi, pantaloni svasati, frange, grandi occhiali ecc.).